# Josiane Somers
Pour les articles homonymes, voir Somers.
Josiane Somers, épouse Gros, née à Lens le 17 décembre 1925, morte à Paris 15e le 1er juin 2010, est pendant la Seconde Guerre mondiale une volontaire du Corps féminin de la France libre.
Sélectionnée par le Bureau central de renseignement et d'action (BCRA) comme opératrice radio, elle est la plus jeune agent envoyée en France par les services secrets britanniques, le Special Operations Executive (SOE). Parachutée après le débarquement, elle se fait remarquer par ses capacités opérationnelles et facilite les opérations de la Libération sur cinq départements du sud-ouest.

## Biographie
Josiane Somers naît le 17 décembre 1925 à Lens dans le Pas-de-Calais. Son père est britannique, sa mère est française.

### Volontaire de la France libre
Au début de la Seconde Guerre mondiale, répondant à l'Appel du général de Gaulle, Josiane Somers passe en Angleterre avec sa mère Marcelle et son frère Claude, qui s'engage d'abord dans la Royal Air Force et sera plus tard envoyé par le SOE dans l'équipe « Simon » des opérations Jedburgh en Vendée.
Mentant sur son âge, Josiane Somers parvient à se faire engager d'abord dans les Forces aériennes françaises libres. Selon une autre source, c'est dans le Corps féminin de la France libre, ou corps des volontaires françaises, qu'elle s'engage en 1942. Elle y effectue d'abord du secrétariat, puis elle est repérée et recrutée par le Bureau central de renseignement et d'action (BCRA). Elle est l'une des cinq premières volontaires sélectionnées pour devenir agent de liaison.

### Entraînement et formation
En janvier 1944, elle réussit bien son stage de parachutisme, étant une des deux seules à ne montrer aucun signe de nervosité. À l'issue d'un stage de trois semaines d'entraînement à la vie clandestine, le rapport qui est fait sur elle indique qu'elle n'a pas un niveau d'instruction élevé, mais une bonne intelligence pratique, qu'elle est rapide et déterminée, avec un caractère affirmé, qu'elle pourrait faire une bonne agent de liaison, insoupçonnable, mais qu'elle a des lacunes en chiffrage et déchiffrage des codes, et qu'elle doit encore s'entraîner. Le 5 février, elle est bien mieux jugée, et il semble qu'elle serait bien plus utile comme opératrice radio. D'ailleurs, l'officier recruteur se rendant compte qu'il n'arrivera pas à envoyer suffisamment d'officiers, la plupart des volontaires au poste d'agent de liaison sont réorientées et destinées à être plutôt opératrices radio.
Josiane Somers réussit bien sa formation d'opératrice radio, elle se montre douée pour les transmissions, bien plus que sa mère qui s'était portée volontaire elle aussi. Dès le début mars, elle arrive à envoyer dix mots à la minute et en lit quatorze à la minute, malgré quelques difficultés. Sa formation dure quatre mois au total, jusqu'en juin 1944. Elle est jugée excellente opératrice, intelligente, discrète et pleine de sang-froid.
Le BCRA hésite cependant devant sa jeunesse, mais le colonel Passy décide qu'elle remplira la mission accompagnée de sa mère. Celle-ci est déposée en France début mai, doit préparer la mission de sa fille et la décharger de toutes les questions logistiques.

### Parachutage et mission clandestine en France
Son entraînement terminé, Josiane Somers est parachutée en France dans la nuit du 6 au 7 juillet 1944 par un avion américain B-24 Liberator des opérations spéciales « Carpetbaggers » opérant à partir de Harrington. Elle est parachutée à 1,7 km de Liglet, au sud-est du Blanc dans l'Indre, à peu près à mi-chemin de Poitiers et de Châteauroux, en compagnie du lieutenant Jean Sibileau, chargé de former les résistants aux sabotages,. Elle porte le nom de code « Vénitien », et Sibileau est « Serfouette ». Elle est l'une des plus jeunes agents du Special Operations Executive (SOE), sa plus jeune agent féminine et la plus jeune que ce service secret envoie en France.
Josiane Somers est réceptionnée par Claude Gros (« Adiabatique ») dont elle commence par assurer les transmissions. Gros, arrivé trois semaines auparavant, est l'officier des opérations de la zone « B2 » qui couvre les départements de Charente-Maritime, Gironde, Landes, Dordogne et Pyrénées-Atlantiques.
Elle réussit à s'installer rapidement, et commence ses transmissions dès le 11 juillet ; elle est félicitée pour cela par le BCRA. La liaison n'est pas établie avec sa mère, dont la mission échoue sur ce plan, et qui reste travailler à Paris, pour l'inspecteur national adjoint des transmissions. Josiane Somers fait l'admiration de son entourage par son activité, son énergie et son sang-froid malgré les difficultés techniques et les déménagements d'urgence dus à plusieurs dénonciations successives.
Grièvement blessée par un accident automobile début septembre, elle se rend quand même à Paris le 20 septembre pour y faire le compte rendu de sa mission qui prend fin avec la Libération.
Colin Gubbins, le responsable du SOE, lui décerne une citation Certificate of Commendation élogieuse, rappelant les dangers de sa mission, précisant qu'elle a été la première opératrice radio à réussir à émettre sur une aussi longue période, malgré les changements de point d'émission dus aux dénonciations, et qu'elle a réussi à maintenir le lien nécessaire avec Londres, permettant les opérations d'atterrissage dans une des dernières régions à être libérées. Elle part en octobre 1944 avec Claude Gros en Angleterre où ils se marient.
Sa vie après la guerre n'est pas connue. Elle meurt à Paris 15e le 1er juin 2010,.

## Distinctions
- Officier de la Légion d'honneur (10 avril 2009) ; chevalier du 27 septembre 1991.
- Chevalière de l'ordre national du Mérite (à titre exceptionnel, décret du 24 mai 1972)[18]
- Médaille de la Résistance française (décret du 5 juin 1945)[19].
- Citation anglaise “Certificate of Commendation”[20].